# فريد بلكاهية
فريد بلكاهية (15 نوفمبر 1934 - 25 سبتمبر 2014، مراكش). هو رسام مغربي يعتبر رائدا من رواد الحداثة من الرعيل الأول في المغرب.

## مسيرته
رحل فريد صغيرا إلى أزمور والجديدة لمتابعة دراسته الابتدائية قبل أن يعود إلى مراكش حيث أنهى دراسته الثانوية بثانوية مانجان. ووقتها كان قد بدأ الاشتغال بالتصوير الصباغي، فدفعته رغبته المبكّْرة في الاستقلال بنفسه إلى الرحيل إلى ورزازات والتّدريس بها لمدة عام، وقد تشبع صغيرا بالفن بفضل أبيه الذي كان أيضا يمارس التشكيل في أوقات فراغه. مما قربه من الفنانين التشكيليين أنذاك مثل مولاي أحمد الإدريسي وتعلم أيضا بمرسم أوليك تيسلار رسم فريد بلكاهية منذ سن الخامسة عشرة بورتريهات بالألوان الزيتية ستكون في أصل ما سيسميه في ما بعد «مرحلته التعبيرية أو مرحلة بّراغ».
وفي سنة 1954، أقام أول معرض له بفندق المامونية الذي كان يمرُّ باستمرار أمامه، وحيث كان ونستون تشرشل يقيم أحيانا لرسم مناظر جبال الأطلس.
بدأ تدريباته في المدرسة الوطنية العليا للفنون الحديثة في باريس بين عامي 1954 و1959 وأكمل بلكاهية دراستَه في براغ حيث بلغت أعمال فريد بلكاهية ما يمكن أن نسمّيه مرحلة النضج. فهوْس الدائرة والسَّهم ظهر في تلك المرحلة كأبجدية شخصية ستشتغل طيلة حياته الفنية باعتبارها معْلما ضروريا للتعبير عن تصور خاص للوجود.
عاد بلكاهية إلى المغرب عام 1962 ليتولى إدارة مدرسة الفنون الجميلة في الدار البيضاء حتى العام 1974. وفي الستينيات من القرن الماضي إنتقل من إبداعه للرسم بالألوان الزيتية إلى فن الطرق على النحاس كما عمِل على تطويعه على أبعادٍ متعددة ليُشكَل منه تحفاً للتعليق على الجدران أو حِلية نافرة. وفي منتصف السبعينيات، بَرَع بلكاهية بأعماله التي أبدعها من الجلد، مستخدماً طرقاً تقليدية لاسيما في مدّه فوق أشكالٍ مُعدة مسبقاً ومن ثمّ صباغته بصبغات الجلد الطبيعية كالحناء.

## أسلوبه وتأثيره في المجتمع
تمثل هدف فريد بلكاهية في إعطاء الفن التشكيلي مفهوما جديدا، حيث اشتغل على الخصوصية المغربية بمقاربة حدااثية وفنية بعيدة عن المقاربة الفطرية التي شجعها الاستعمار. وقد تأثر بتجربته وأفكاره وبمقاربته التشكيلية كثير من الفنانين المغاربة. ويقول الفنان عبد الكريم الغطاس، أحد تلامذة بلكاهية: «حاول بلكاهية تغيير مناهج التدريس الأكاديمية، استنادا إلى خبرته وممارسته البيداغوجية، واستطاع، أن يخلق منهجا حديثا في التعامل مع طريقة التلقين بهذه المدرسة، بما أنها كانت خاضعة للنمط الفرنسي آنذاك، فقام بإعادة النظر في الموروث الثقافي المغربي ليحفز الطلبة، الذين كان من بينهم عبد الله الحريري وحسين الميلودي والمرحوم إبراهيم صدوق... على الاهتمام بالزربية و» الهردال«(نوع من المنسوجات الصوفية)» سينضم فريد بلكاهية رفقة محمد المليحي ومحمد شبعة إلى مجلة أنفاس، التي كان يشرف على إصدارها الكاتب عبد اللطيف اللعبي بصحبة الكتاب/الشعراء: محمد خير الدين ومصطفى النيسابوري والطاهر بنجلون، ليتخذوا منها منبرا حرا يوصل أفكارهم الجمالية الطليعية والنضالية إلى جمهور القراء من المثقفين. وقال الشاعر عبد اللطيف اللعبي عن تلك الحقبة «فكان النضال من أجل إقامة الكرامة الوطنية، لاستعادة الجسم والعقل المغتربين هو نتيجة لسلسلة من الوعي وأعمال الانتعاش المحليين» (عبد اللطيف اللعبي – مجلة أنفاس- عدد 4 – 1964).

## معارض شخصية مختارة
- 1999: متحف الفن الحديث والمعاصر، نيس بباريس، فرنسا

____ 	متحف فنون أفريقيا واقيانوسيا، باريس، فرنسا
- 1998: معرض ديلاكروا، طنجة، بالمغرب
- 1995: معرض دارة الفنون، عمّان، الأردن
- 1988	: «25 عاماً من الرسم والغرافيك»، معرض البطحاء، فاس، المغرب
- 1979:	موسم أصيلة الثقافي، أصيلة، المغرب
- 1972 - 1973: 	غاليري «المرسم»، الرباط، المغرب
- 1977 - 1984: غاليري «المرسم»، الرباط، المغرب
- 1965 - 1967: المعرض البلدي، الدار البيضاء، المغرب
- 1962 غاليري باب الرواح، الرباط، المغرب
- 1957 - 1958: 	غاليري باب الرواح، الرباط، المغرب
- 1955 - 1957: صالة المأمونية، الرباط، المغرب
- 1953 	: المعرض الأول، مراكش، المغرب

## روابط خارجية
- Site officiel de Farid Belkahia
- معهد العالم العربي (المحرر). "Farid Belkahia". www.imaroc-contemporain.org. مؤرشف من الأصل في 2016-03-03.